# Липнице-над-Сазавоу
Липнице-над-Сазавоу (чеш. Lipnice nad Sázavou) — город в Крае Высочина Чешской Республики, насчитывает около 650 жителей.

## История
Первое письменное упоминание о деревне, датированное 1226 годом, касается «нижнего города». «Верхний город» был создан с за́мком, который впервые упоминается в письменных источниках в 1316 году. Замок построен в готическом стиле по приказу пана Раймунда из Лихтембурка и представлял собой неприступную крепость. Во дворе замка была воздвигнута часовня святого Лаврентия. В XIV столетии замком владел чешский король и император Священной Римской империи Карл IV. В 1370 году Липнице получил права города наряду с правом варить пиво. История Липнице связана также с добычей и обработкой гранита. Во время Тридцатилетней войны замок был осаждён в 1646 году, при этом был сильно повреждён, после чего его не восстанавливали, а остатки замка почти полностью были уничтожены пожаром 1869 года.
Наибольшую известность деревне принёс писатель Ярослав Гашек, который написал здесь значительную часть своего знаменитого романа «Похождения бравого солдата Швейка» (книги со второй по четвёртую), и здесь же скончался в 1923 году. Сейчас в деревне находится мемориальный дом-музей Ярослава Гашека — небольшой двухэтажный особнячок, где хранится множество вещей, принадлежавших писателю, включая валенки, в которых он служил в Красной Армии, балалайка, которую он привез из путешествия по России, и многие другие. Выставка произведений Гашека включает издания его книг на 58 языках. В нескольких метрах от дома-музея Гашека находится трактир «У чешской короны», принадлежащий внуку писателя Рихарду, который приобрёл это заведение для того, чтобы в точности сохранить обстановку, в которой была создана большая часть «Швейка». Мемориал Ярослава Гашека, включая его могилу на местном кладбище, пользуется большой популярностью у туристов.

## Достопримечательности
- Замок Липнице — национальный памятник культуры Чешской Республики

## Население
| Год  | Численность | Численность |
| ---- | ----------- | ----------- |
| 1869 | 1415        | [ 6 ]       |
| 1880 | 1420        | [ 6 ]       |
| 1890 | 1314        | [ 6 ]       |
| 1900 | 1282        | [ 6 ]       |
| 1910 | 1353        | [ 6 ]       |
| 1921 | 1268        | [ 6 ]       |
| 1930 | 1186        | [ 6 ]       |
| 1950 | 962         | [ 6 ]       |
| 1961 | 989         | [ 6 ]       |
| 1970 | 848         | [ 6 ]       |
| 1980 | 706         | [ 6 ]       |
| 1991 | 620         | [ 6 ]       |
| 2001 | 614         | [ 6 ]       |
| 2011 | 606         | [ 6 ]       |
| 2014 | 668         | [ 7 ]       |
| 2016 | 662         | [ 8 ]       |
| 2017 | 651         | [ 9 ]       |
| 2018 | 657         | [ 10 ]      |
| 2019 | 654         | [ 11 ]      |
| 2020 | 654         | [ 12 ]      |
| 2021 | 647         | [ 13 ]      |
| 2022 | 641         | [ 14 ]      |
| 2023 | 695         | [ 15 ]      |
| 2024 | 701         | [ 4 ]       |